# Óscar Mendoza Azurdia

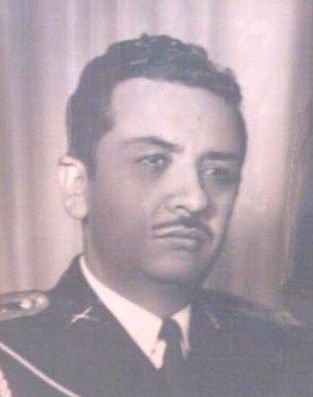
Óscar Mendoza Azurdia

Óscar Mendoza Azurdia (* 4. Juni 1917; † 9. Januar 1995) war vom 24. bis 26. Oktober 1957 Vorsitzender einer Regierungsjunta in Guatemala.

## Leben
Am 24. Oktober 1957 um 03:00 Uhr morgens drang die Armee in den Palacio Nacional, den Amtssitz des Präsidenten ein und ersetzte Präsident Luis Arturo González López durch ein Triumvirat aus Oberst Óscar Mendoza Azurdia, Oberst Roberto Lorenzana und Oberst Gonzalo Yurrita Nova.
Am Nachmittag sandte das Parlament eine Delegation, welche mit dem US-Botschafter Edward J. Sparks über einen Plan beriet, González durch Oberst Guillermo Flores Avendaño zu ersetzen. Das Triumvirat übergab das Präsidentenamt am 27. Oktober 1957 an Oberst Guillermo Flores Avendaño, da dieser zweiter Stellvertreter von Carlos Castillo Armas war und der erste Stellvertreter Luis Arturo González López am 25. Oktober 1957 unter ihrer Verantwortung ermordet worden war.
Von November 1957 bis März 1958 leitete der Coronel de Infantería Óscar Mendoza Azurdia die Escuela Politecnica de Guatemala, wie sich die Militärakademie nannte.

## Stellvertreter von Romeo Lucas García
Vom 12. September 1980 bis März 1982 war er der Stellvertreter von Präsident Fernando Romeo Lucas García.
Mendoza löste Francisco Villagrán Kramer ab, welcher die Politik der Menschenrechtsverletzungen von Fernando Romeo Lucas García nicht mehr verantworten wollte und zurücktrat. Die Regierung García hatte das Massaker in der spanischen Botschaft am 31. Januar 1980 zu verantworten.
Ende 1981 wurden unter der Regierung García die Patrullas de Autodefensa Civil (PAC) eingeführt.